# 쇼! 행운을 잡아라
쇼! 행운을 잡아라는 KBS에서 방송된 예능 프로그램이다. 노래, 코미디, 토크쇼를 접목시킨 콘텐츠이다. 그리고 주택복권 추첨을 하였다.

## 방송 시간
| 방송 채널 | 방송 기간                        | 방송 시간             | 비고 |
| --------- | -------------------------------- | --------------------- | ---- |
| KBS 2TV   | 1997년 5월 25일 ~ 1999년 5월 2일 | 매주 일요일 낮 시간대 |      |

## 역대 진행자
- 임하룡
- 이봉원
- 임성민
- 김형곤
- 이옥주

## 같이 보기
- 행운의 일요특급 - 전작
- 쇼! 행운열차 - 후속작